# 忠诚与背叛
《忠诚与背叛——2022湖南反腐警示录》是湖南省播出的一部反腐题材的纪录片，共2集，2023年1月28至29日在湖南卫视首播。